# リベルテ (戦艦)
リベルテ (Liberté) はフランス海軍の前弩級戦艦。リベルテ級。

## 艦歴
1902年11月にロワール造船所で起工、1905年4月19日に進水し、1908年3月に竣工。地中海艦隊に所属する。
1909年9月、「ジュスティス」、「ヴェリテ」とともにハドソン・フルトン記念祭のためアメリカ合衆国を訪問。
1911年9月25日、トゥーロン港に停泊中、「リベルテ」の前部の副砲の弾薬庫の一つで爆発が発生し、艦は破壊された。また、爆発で吹き飛ばされた37トンの装甲板が200m程はなれたところに停泊していた戦艦「レピュブリク」にあたり、大きな被害が生じた。
フランス海軍では戦艦「イエナ」の事故など、これ以前にも何度も爆発事故が発生していた。「リベルテ」の爆発事故では約200人が死亡した。爆発の原因は、「イエナ」の爆発の原因にもなった不安定なB火薬であった。
1911年10月3日に国主催の事故の犠牲者の葬儀がアルマン・ファリエール大統領臨席の元でおこなわれた。
「リベルテ」の残骸は1925年に引き揚げられ、解体された。